# São Bonifácio
São Bonifácio är en kommun i Brasilien.   Den ligger i delstaten Santa Catarina, i den södra delen av landet, 1 400 km söder om huvudstaden Brasília. Antalet invånare är 3 008.
I omgivningarna runt São Bonifácio växer i huvudsak städsegrön lövskog. Runt São Bonifácio är det glesbefolkat, med 12 invånare per kvadratkilometer.